# 焦剑行动
焦剑行动 （英語：Operation Scorch Sword）是伊朗伊斯兰共和国空军于1980年9月30日进行的一次空袭行动，损坏了位于伊拉克巴格达东南17公里处的“奥斯拉克”（Osirak）核反应堆。
这一次行动由伊朗空军4架F-4鬼怪II战斗轰炸机执行，其中两架“诱饵”飞往别处以误导伊拉克防空系统，另两架前去攻击“奥斯拉克”（Osirak）核反应堆。这是对核反应堆的第一次实施此类袭击，也是历史上对任何核设施进行的第三次类似袭击。同时也是对反应堆进行预防性攻击的第一次实例，其目的是阻止伊拉克可能发展的会威胁到伊朗的核武器计划。
尽管此次行动成功地破坏了核设施和反应堆，但它未能摧毁伊拉克继续发展核计划的能力。8个月后的1981年6月7日，奥斯拉克反应堆被以色列空军实施的巴比伦行动炸毁。

## 伊拉克的核计划
伊拉克在1960年代的某个时候启动了核计划，并在1970年代中期寻求通过购买核反应堆来扩大该计划。在未能说服法国政府向他们出售生产钚的反应堆和核燃料再处理厂，也未能说服意大利政府向他们出售CIRENE式反应堆后，伊拉克政府最终说服法国政府向他们出售一座“奥西里斯”（Osiris）级研究堆。1975年11月，两国签署了核合作协议，并于1976年完成了反应堆的出售。
1979年，巴格达附近的图韦萨核研究中心开始建造40兆瓦的轻水反应堆。 主反应堆被法国人称为“奥斯拉克”（Osirak），即将反应堆的级名(Osiris)和伊拉克的法文名(Irak)拼在一起。伊拉克将主反应堆命名为搭模斯1号（阿拉伯语：تموز ）和较小的搭模斯2号，搭模斯是1968年伊拉克复兴党上台时巴比伦历的月份名。1980年7月，伊拉克从法国接收了大约12.5公斤的高浓缩铀 (HEU) 用作反应堆的燃料。据报道，采购协议中规定了伊拉克在任何时候都不得拥有超过两批（即25公斤）的高浓铀燃料。
伊拉克和法国都声称伊拉克得反应堆是用于和平得科学研究。法国和伊拉克之间的协议不包括军事用途。[16]哈佛大学物理学教授理查德·威尔逊曾1982年12月目视检查了部分受损的反应堆。在2003年的一次演讲中，他说“使用奥斯拉克收集足够用以制作核武器的钚，需要几十年的时间，不是几年”。 理查德·威尔逊也在其他多个场合表明伊拉克奥斯拉克反应堆的设计不适合制作核武器。
与理查德·威尔逊的观点相反，美国私人情报机构Stratfor在2007年写道，以铀为燃料的反应堆“被认为即将为生产可用以核计划的钚”。
伊拉克是《核不扩散条约》的签署国，将其反应堆置于国际原子能机构（IAEA）的监管之下，以核实核能没有被用于军事用途。1981年10月，《原子科学家公报》发表了国际原子能机构前核查员罗杰·里希特（Roger Richter）的证词摘录，他向美国参议院外交关系委员会描述了该机构核监管措施的弱点。里希特作证说，伊拉克只有部分核设施处于监管之下，最敏感的设施甚至没有受到监管。国际原子能机构总干事西格瓦德·埃克伦德发表反驳称，里希特从未视察过奥斯拉克，也从未被指派视察中东的设施。埃克伦德声称监管程序是有效的，并且由核供应商采取的预防措施加以补充。布鲁克海文国家实验室的物理学家安东尼·法恩伯格（Anthony Fainberg）对里希特关于制造核武器的燃料加工可能是秘密进行的说法提出异议。法恩伯格写道，现场几乎没有足够的燃料来制造一枚核弹，而且现在有数百名外国技术人员，伊拉克不可能在不被外人发现的情况下制造核弹。

## 伊朗的行动准备

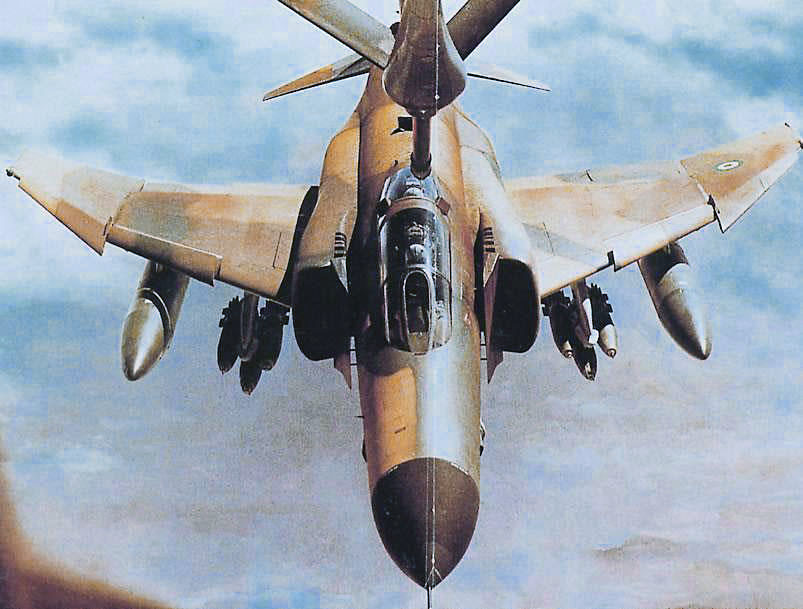
1982年，一架伊朗F-4战机在伊拉克领空上加油

在伊朗伊斯兰革命之前的几年里，伊朗和以色列（当时是非官方盟友）一直在监测伊拉克的奥斯拉克核反应堆。 伊斯兰革命后，伊朗新政府加强了对该反应堆的监视（以至于他们与反应堆建造者法国的关系受到影响）。尽管霍梅尼和以色列之间存在着官方的敌对，但双方政府的某些部门有时仍会继续暗中相互帮助，因为他们有一个共同的敌人：伊拉克。甚至直到1987年，以色列总理伊扎克·拉宾还表示，“伊朗是我们最好的朋友，我们不打算改变我们的立场”。
当两伊战争爆发时，伊朗越来越担心伊拉克会发展核武器来对付他们。战前，伊朗制定了袭击该工厂的应急计划。伊朗伊斯兰革命后，与美国关系破裂，国内也出现了诸多问题。伊朗之前拥有世界第五强大的军队，但它失去了主要供应商美国。各类备件很难获得，许多飞机不得不被拆掉来分解出配件。以色列人向伊朗秘密运送了一些备件来帮助他们的空军，但这些依然不够。革命后，许多原伊朗王国空军飞行员也被清洗（被行刑队处决）。此外，伊朗空军也获得无法美国间谍卫星的空拍照片来评估工厂布局，也没有任何从地面拍摄的照片。
伊朗空军开始制定一个全新的计划来攻击奥斯拉克。伊朗人对该工厂知之甚少，甚至不知道反应堆是否已经加注了燃料。伊朗人不能冒险在巴格达造成核辐射，因而伊朗决定不攻击反应堆本身，而是攻击核研究实验室、反应堆控制大楼和培训设施。
奥斯拉克核反应堆由一个距离东南方仅2公里的SA-6防空导弹发射阵地和30到40个高射炮阵地（主要是23毫米和57毫米雷达制导高炮）保卫。此外还有法国人提供的三个罗兰防空导弹发射系统，导弹阵地分布在反应堆周围500米的三角形上。由于美国的制裁，伊朗空军无法获得可以对抗罗兰防空导弹的电战吊舱，他们手上的电战吊舱仅能够压制SA-6防空导弹。伊朗空军决定使用他们信赖的F-4鬼怪II战斗轰炸机执行此次任务，挑选伊朗最熟练的飞行员以超低空超高速进行攻击。

## 攻击
9月30日黎明时分，第33战术战斗机中队的四架F-4鬼怪II战斗轰炸机从位于哈马丹附近第3 “Nojeh”战术空军基地起飞。该编队沿西南方向飞行，首先接近伊拉克边境，与一架波音707-3J9C空中加油机会合，空中加油机由两架配有不死鸟导弹的F-14护航。每架F-4配备了6枚Mark 82 GP炸弹、两枚AIM-7E-2麻雀空对空导弹，其M-61A1机炮也装满了备弹。 
经过加油后，四架飞机分成两个双机编队进入伊拉克领空。第一组开始爬升高度，他们想给伊拉克的预警雷达足够的时间，以捕捉并确定到他们当前的航向。另一组则采用超低空飞行。在这之后，第一组两架“诱饵”飞机也再次回到超低空飞行，并继续沿着和之前相同的航向，飞往巴格达以南的一座发电厂。而另外一组两架F-4则转向飞往真正的目标，更南边的图韦萨核研究中心。这两架F-4以极低的高度飞往核反应堆所在地，在距离目标仅剩4公里时才拉起，并在这个高度保持了一小段时间。令飞行员感到惊讶的是，伊拉克的防空部队甚至没有向他们发射一枚导弹或炮弹。伊朗飞机沿着一条直线接近核设施并执行了一次完美的攻击，他们瞄准了反应堆建筑物的东边，释放了全部12枚Mark 82炸弹。与此同时，另外两架F-4也命中了目标，切断了巴格达接下来两天的电力供应。目击者报告说，至少有两枚炸弹明显击中了反应堆本身，而其他炸弹则引发了大火，损坏了该研究中心的设施，例如冷却泵、实验室和其他辅助设施。在这次袭击之后，法国和意大利的技术人员迅速撤离了伊拉克，几乎退出该项目，但后来少数法国人在1981年2月返回，并开始修复损坏的地方。

## 结果
关于焦剑行动的结果存在争议。西方认为这次行动只造成了轻微的破坏，伊拉克人也表达了同样的观点。然而，很快就有迹象表明这次行动成功地破坏了伊拉克的核计划。伊拉克立即谴责伊朗“与犹太复国主义敌人合作”。法国和伊拉克怀疑行动的飞机不是来自伊朗，而是来自以色列。萨达姆·侯赛因表示，以色列飞机已经飞入伊拉克领空，包括在1980年7月27日对巴格达进行了空袭。甚至后来的法国情报部门也错误地报道说，9月30日对图韦萨的袭击是由“两架身份不明的以色列F-4”或由以色列飞行员驾驶的带有伊朗标记的飞机执行的。以色列坚决否认了所有此类指控，指出这样的行动几乎不可能用他们的F-4执行。
为了确认战果，1980年11月30日，一架F-4从哈马丹起飞，执行图韦萨上空的侦察任务，收集被攻击的反应堆的照片。这架F4战机以低空飞行掠过了奥斯拉克反应堆一次，拍到了想要的照片。尽管遭到了数个伊拉克高炮和防空导弹阵地的开火，这家F-4还是成功地避开了火力并安全地返回了伊朗。后来，经过分析这些机密照片，证明了攻击是成功的。伊朗空军在这一次行动中取得的成功和经验对以色列至关重要。在1981年6月7日，以色列空军发动了巴比伦行动，一举摧毁了奥斯拉克核反应堆。